# Джевані Браун
Джевані Джейсон Браун (англ. Jevani Jason Brown; нар. 16 жовтня 1994, Летчверт, Англія) — ямайський та англійський футболіст, нападник клубу Другої ліги «Колчестер Юнайтед». Народився в Англії, але на міжнародному рівні представляє Ямайку.

## Клубна кар'єра

### Ранні роки
Футбольну кар'єру розпочав у «Мілтон-Кінз Донз», але незабаром перейшов у «Пітерборо Юнайтед», де швидко почав виділятися серед своїх однолітків. Швидко став провідним гравцем молодіжної команди «Пітерборо Юнайтед», а напередодні старту сезону 2013/14 років переведений у першу команду клубу. Однак після позафутбольного інциденту, у листопаді 2013 року «Пітерборо» розірвав договір з футболістом.
Після відходу з «Пітерборо» грав у нижчолігових клубах «Лангфорд», «Бартон Роверз» та «Арлесі Таун», а в липні 2015 року приєднався до «Кеттерінг Таун». Браун зіграв за «Кеттерінг» 19 матчів, відзначився лише одним голом у поєдинку Кубку Англії проти «Маркет Дрейтон Таун». Браун відправився на перегляд у лютому 2016 року до «Сент-Олбанс Сіті» на поєдинок Herts Senior Cup проти «Гітчин Таун», однак клуб вирішив не підписувати ямайського нападника.

### «Стемфорд»
Браун знову приєднався до «Арлесі Таун», перш ніж перейти до представника Першого дивізіону зони «Південь» Північної Прем'єр-ліги напередодні старту сезону 2016/17 року.
У першому матчі сезону Браун дебютував за «Стемфорд», замінивши Джона Кінга у програному (1:3) поєдинку проти «Віттон Альбіон». Три дні по тому Браун відзначився двома голами в переможному (2:1) поєдинку проти «Регбі Таун», відзначився голом після передачі Давида Колодинського на 71-й хвилині, а потім забепечив перемогу на останніх секундах. Джевані був одним з провідних гравців «Стемфорда» в Кубку Англії, в якому відзначився трьома голами в дев'яти матчах, перш ніж вибули від «Гартлпул Юнайтед» у першій раунді.

### «Сент-Неонс Таун»
Після вражаючого старту сезону зі «Стемфордом» наприкінці 2016 року Браун вирішив приєднатися до команди Прем'єр-дивізіону Південної футбольної ліги «Сент-Неонс Таун». Дебютував у новій команді 2 січня 2017 року, в переможному (1:0) виїзному поєдинку проти «Данстейбл Таун». Браун відзначився дебютним голом за «Сент-Неотс» у переможному (3:2) домашньому матчі проти «Дорчестер Таун». Браун продовжував демонструвати прекрасну форму до завершення сезону, відзначився вісімнадцятьма голами в 17-ти матчах.
Після результативного проміжку сезону на Джеваі звернули увагу представники Футбольної ліги, включаючи «Бірмінгем Сіті», «Галл Сіті» та «Кембридж Юнайтед».

### «Кембридж Юнайтед»
Хоча Браун побував на перегляді в «Бірмінгем Сіті», в серпні 2017 року ямаєць приєднався до представника Другої ліги «Кембридж Юнайтед», з яким підписав 2-річну угоду. 8 серпня 2017 року Браун дебютував у Футбольній лізі під час програного (1:4) виїзного поєдинку першого раунду Кубку ліги проти «Бристоль Роверз», зв якому замінив Девіда Аму. 21 жовтня 2017 року на 70-й хвилині (зрівняв рахунок) відзначився дебютний голом у Футбольній лізі в переможному (2:1) поєдинку проти «Честерфілда».

### «Колчестер Юнайтед»
4 липня 2019 року за невідому плату перейшов до «Колчестер Юнайтед», з яким підписав 2-річний контракт. Дебютував за команду 3 серпня в нічийному (1:1) поєдинку проти «Порт Вейл».
4 січня 2020 року відправився в оренду до завершення сезону у клуб Другої ліги «Форест Грін Роверз». За нову команду дебютував того ж дня, в нічийному (1:1) поєдинку проти «Кроулі Таун».
Напередодні старту сезону 2020/21 років повернувся до команди, дебютним голом за «Колчестер» відзначився 5 вересня 2020 року в програному (1:3) поєдинку Кубку Футбольної ліги проти «Редінга».
3 листопада 2020 року Браун відзначився першим у кар'єрі хет-триком, забив всі три м'ячі Колчестера у переможному (3:1) поєдинку проти «Стівенеджа». Тиждень по тому відзначився новим хет-триком, в переможному (6:1) поєдинку Ессекського дербі проти «Саутенд Юнайтед», в рамках Трофею Футбольної ліги.

## Кар'єра в збірній
На міжнародному рівні представляв юнацьку збірну Ямайки (U-17), у футболці якої дебютував у лютому 2011 року в поєдинку юнацького чемпіонату КОНКАКАФ (U-17) 2011 проти Гватемали (U-17).

## Статистика виступів

### Клубна
Станом на 26 грудня 2020
| Клуб                          | Сезон             | Чемпіонат                              | Чемпіонат | Чемпіонат | Кубок Англії | Кубок Англії | Кубок Футбольної ліги | Кубок Футбольної ліги | Інші  | Інші | Загалом | Загалом |
| Клуб                          | Сезон             | Дивізіон                               | Матчі     | Голи      | Матчі        | Голи         | Матчі                 | Голи                  | Матчі | Голи | Матчі   | Голи    |
| ----------------------------- | ----------------- | -------------------------------------- | --------- | --------- | ------------ | ------------ | --------------------- | --------------------- | ----- | ---- | ------- | ------- |
| «Бартон Роверз»               | 2014–15           | Дивізіон один «Центр» Південної ліги   | 13        | 2         | 2            | 0            | —                     | —                     | 0     | 0    | 15      | 2       |
| «Арлесі Таун»                 | 2014–15           | Прем'єр-дивізіон Південної ліги        | 9         | 1         | 0            | 0            | —                     | —                     | 0     | 0    | 9       | 1       |
| «Кеттерінг Таун»              | 2015–16           | Прем'єр-дивізіон Південної ліги        | 15        | 0         | 4            | 1            | —                     | —                     | 0     | 0    | 19      | 1       |
| «Стемфорд»                    | 2016–17           | Дивізіон один «Південь» Північної ліги | 15        | 3         | 9            | 3            | —                     | —                     | 2     | 0    | 26      | 6       |
| «Сент-Неонс Таун»             | 2016–17           | Прем'єр-дивізіон Південної ліги        | 19        | 19        | 0            | 0            | —                     | —                     | 0     | 0    | 19      | 19      |
| «Кембридж Юнайтед»            | 2017–18           | Друга ліга                             | 41        | 6         | 2            | 0            | 1                     | 0                     | 3     | 0    | 47      | 6       |
| «Кембридж Юнайтед»            | 2018–19           | Друга ліга                             | 43        | 7         | 1            | 0            | 0                     | 0                     | 4     | 1    | 48      | 8       |
| «Кембридж Юнайтед»            | Загалом           | Загалом                                | 84        | 13        | 3            | 0            | 1                     | 0                     | 7     | 1    | 95      | 14      |
| «Колчестер Юнайтед»           | 2019–20           | Друга ліга                             | 11        | 0         | 0            | 0            | 3                     | 0                     | 3     | 0    | 17      | 0       |
| «Колчестер Юнайтед»           | 2020–21           | Друга ліга                             | 20        | 7         | 1            | 0            | 1                     | 1                     | 3     | 3    | 25      | 11      |
| «Колчестер Юнайтед»           | Загалом           | Загалом                                | 31        | 7         | 1            | 0            | 4                     | 1                     | 6     | 3    | 42      | 11      |
| «Форест Грін Роверз» (оренда) | 2019–20           | Друга ліга                             | 5         | 0         | –            | –            | –                     | –                     | 0     | 0    | 5       | 0       |
| Усього за кар'єру             | Усього за кар'єру | Усього за кар'єру                      | 191       | 45        | 19           | 4            | 5                     | 1                     | 15    | 4    | 230     | 54      |

1. ↑  Матчі в Трофеї ФА, один — у Кубку виклику Північної футбольної ліги
2. 1 2 3 4  Матч(і) в Трофеї ФЛ

## Досягнення
Індивідуальні
- Найкращий гравець місяця в Другій лізі: листопад 2020[22]